# Каркас китайский
Каркас китайский (лат. Celtis sinensis) — дерево, вид цветковых растений рода Каркас (Cannabaceae) семейства Коноплёвые (Cannabaceae).

## Ботаническое описание

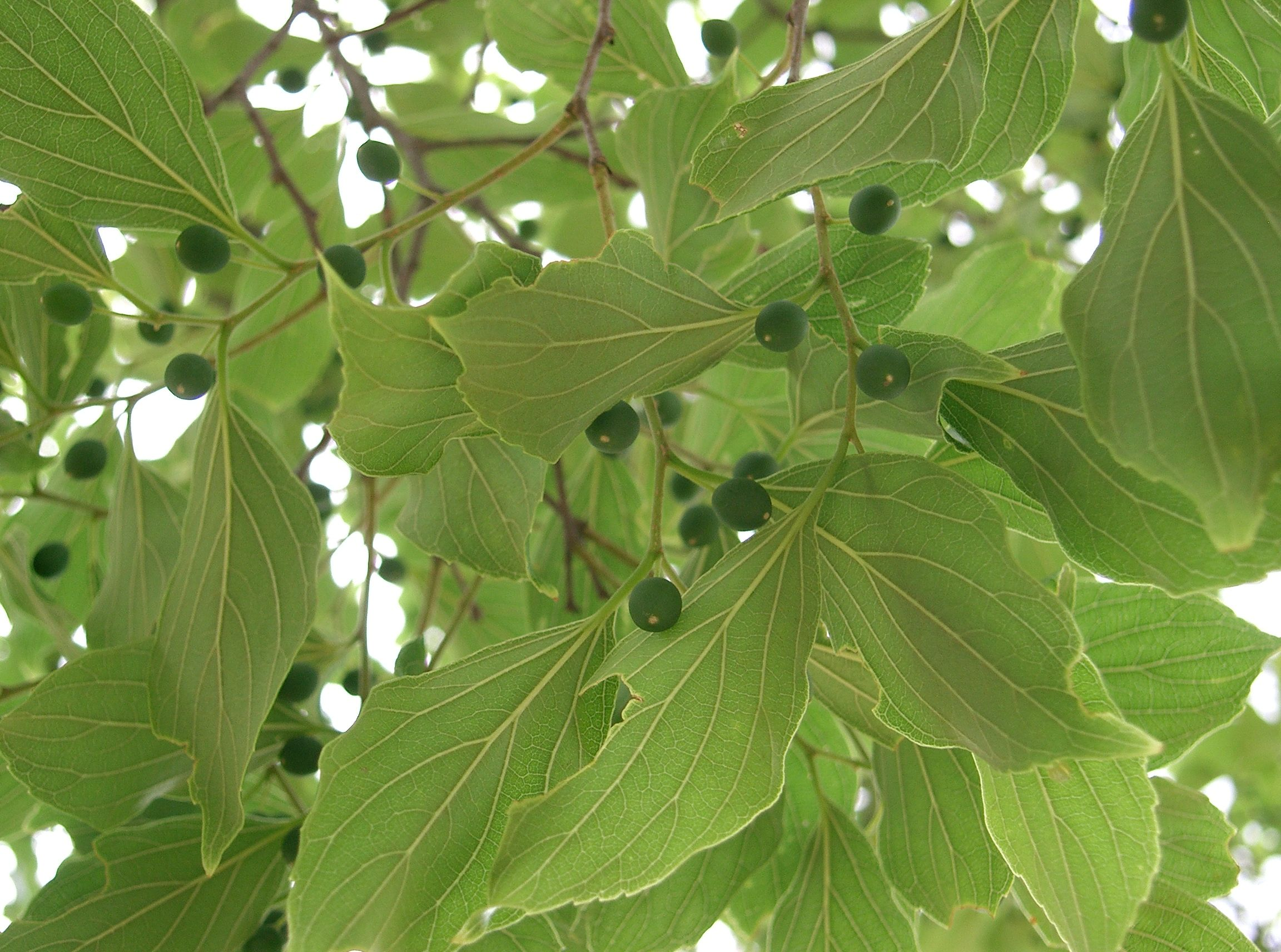
Листья и незрелые плоды

Листопадное дерево высотой до 20 м, с овальной, густой кроной и серой корой.
Листья широкояйцевидные или с остроконечной верхушкой, в основании широко-клиновидные, тёмно-зелёные, сверху гладкие, снизу голые и с ясной сеткой жилок.
Плоды тёмно-оранжевые.

## Распространение и экология
В природе ареал вида охватывает Китай, Северную и Южную Корею, Японию и Тайвань. Натурализовался в Южной Африке, Австралии и Новой Зеландии.
Произрастает на сухих почвах.
В Европе известен с XVII века. В Северную Америку интродуцирован в 1793 году.

## Таксономия
Вид Каркас китайский входит в род Каркас (Cannabaceae) семейства Коноплёвые (Cannabaceae) порядка Розоцветные (Rosales).
|  |                                      |  |                                                             |                                                             |                      |  | ещё 8 семейств (согласно Системе APG II) | ещё 8 семейств (согласно Системе APG II) |                      |  |  |  | ещё около 70 видов |
|  |                                      |  |                                                             |                                                             |                      |  | ещё 8 семейств (согласно Системе APG II) | ещё 8 семейств (согласно Системе APG II) |                      |  |  |  | ещё около 70 видов |
|  |                                      |  |                                                             | порядок Розоцветные                                         |                      |  |                                          |                                          | род Каркас           |  |  |  |                    |
|  |                                      |  |                                                             | порядок Розоцветные                                         |                      |  |                                          |                                          | род Каркас           |  |  |  |                    |
|  | отдел Цветковые, или Покрытосеменные |  |                                                             |                                                             | семейство Коноплёвые |  |                                          |                                          | вид Каркас китайский |  |  |  |                    |
|  | отдел Цветковые, или Покрытосеменные |  |                                                             |                                                             | семейство Коноплёвые |  |                                          |                                          |                      |  |  |  |                    |
|  |                                      |  | ещё 44 порядка цветковых растений (согласно Системе APG II) | ещё 44 порядка цветковых растений (согласно Системе APG II) |                      |  |                                          | ещё 9 родов                              | ещё 9 родов          |  |  |  |                    |
|  |                                      |  |                                                             | ещё 44 порядка цветковых растений (согласно Системе APG II) |                      |  |                                          |                                          | ещё 9 родов          |  |  |  |                    |